# Schoonhoven
Schoonhoven er en by og tidligere kommune i det vestlige Holland, beliggende i den hollandske Zuid-Holland Provins. Kommunen har et indbyggertal på 11.914 (2011) og dækker et område på 6,96 km² (af hvilke 0.67 km² er vand). Det er således, efter at Rozenburg er blevet indlemmet i Rotterdam, den mindste kommune i Holland opgjort på areal. Indenfor kommunegrænserne er også den tidligere kommune Willige Langerak samt den lille landsby Bovenberg.

## Historie
Omkring år 1220 blev der opført et slot langs nordsiden af det lille vandløb Zevender, nær dennes udmundingen i floden Lek. Ved slottet formedes snart et lille bysamfund. Den ældste reference til Schoonhoven stammer fra et dokument fra 1247, hvori byen er benævnt som Sconhoven. I 1280 blev den givet officiel status af by.
Omkring 1350 blev byen tilføjet bymur og byport. Økonomien var domineret af skibsfragt, bryggeri og landbrug. Schoonhoven var ligeledes lokalområdets markedsplads. I 1518 gik slottet op i brand, og ruinerede deraf blev fjernet over de næste årtier. I årene 1582 – 1601 blev byens forsvarsværker forstærket og udvidet til også at inkluderer byens skibsværft. Og efter katastrofeåret 1672 (Rampjaar) blev de yderligere udvidet på vest og nordsiden. Men i 1816 havde krigsudviklingen gjort dem irrelevante og bastionerne blev revet ned for at skabe plads til et gravplads og en park.
I 1860 havde byen 2,900 indbyggere. Det var ikke før i midten af det 20. århundrede at byen voksende sig større end sine oprindelige grænser, først i en nordvestlig retning, siden også i en østlig retning siden 1990erne.

## Turisme
Schoonhoven er specielt berømmet for dens sølv, derved kælenavnet Zilverstad (sølvby). Siden det 17. århundrede har der været sølvsmede i byen. I dag er der stadig en stor del sølvhandel i byen, og byen er hjem for den Internationale sølvskole.

## Galleri
- Schoonhoven
- Bartholomeuskirken
- Gammelt varehus
- Kanalhuse
- Bymur
- Hus fra det 17. århun
- Schoonhoven vandtårn
- Schoonhoven synagoge
- Libera me af Dorothé Jehoel
- Sølvmuseum Schoonhoven